# Pär Lindh
Pär Lindh é um músico mais conhecido como membro fundador da banda sueca de rock progressivo sinfônico Pär Lindh Project.
Antes de trabalhar em uma banda, Lindh teve várias profissões: organista de igreja, pianista clássico, solista de cravo, baterista, organista Hammond, etc. Durante 1977 e 1978 ele tocou no Antenna Baroque e no Vincebus Erupturn, mas ele decidiu deixar a cena roqueira em 1979 para se tornar um músico clássico. Ele se mudou para a França para continuar essa carreira. Em 1989 ele retornou à Suécia decidido a assumir mais uma vez a bandeira do rock progressivo.

## 1991 - 1994
Em 1991 Pär Lindh e os amigos fundaram a Sociedade Sueca de Art Rock. Esse festival foi um ponto de partida para uma nova onda de rock progressivo e art rock.
Durante esse período, Lindh, juntamente com Jocke Ramsell e Magdalena Hagberg que, infelizmente, faleceu em 2007, fez sua primeira gravação com o selo Crimsonic, "Gothic Impressions".

## 1995 - 1999
Lindh continuou trabalhando com Ramsell e Hagberg e, juntamente com Nisse Bielfeld e Jäderholm Marcus, eles formaram o Pär Lindh Project.
Em 1996, foi lançado o álbum conceitual "Bilbo" em colaboração com o guitarrista Björn Johansson, inspirado pelo primeiro livro de JRR Tolkien, O Hobbit.
O PLP foi o ato principal do Rio ArtRock Festival de 1997 e tocou em outras datas no Brasil e na Argentina. No final de 1997 ocorreu o lançamento de Mundus Incompertus.

## 2000 - presente
O PLP é sempre bem recebido em turnê, e ganhou vários prêmios de "Melhor banda do festival". Após a turnê de verão de 2000, o PLP continuou como um trio com Magdalena, Nisse e Lindh para gravar o terceiro álbum do PLP, Veni Vidi Vici. Em 2002 a banda sofreu um revés devido à doença de Magdalena. No entanto, eles fizeram um forte retorno em 2004, e começaran a gravar um novo álbum. Porém, Magdalena veio a falecer em 2007 e os planos da banda foram novamente interrompidos. Em 2008, o PLP lançou o DVD "Pär Lindh Project in Concert – Live in Poland".
Em 2009, Pär queria começar uma nova banda com alguns adolescentes da região onde mora. O nome da banda se tornou "The Willburgers".